# Башня ярости
«Башня ярости» — пятая книга в жанре фэнтези из серии «Хроники Арции» Веры Камши. Роман продолжает историю магического мира Тарры, населённого эльфами, людьми, гоблинами и рядом других существ, после событий описанных в романе «Довод королей». Из-за того, что объём книги вышел большим, чем даже в «Несравненном праве», было принято решение разделить книгу на две части: «Чёрные маки» и «Всходы ветра».
Роман «Башня ярости» — начальная книга третьей дилогии серии и пятая книга цикла «Хроники Арции». Книга издавалась в 2007 году издательством "Эксмо". Название «Башня ярости» было взято из стихотворения «Чертополох» Николая Заболоцкого, послужившего эпиграфом к книге:

Это тоже образ мирозданья, 

Организм, сплетенный из лучей, 

Битвы неоконченной пыланье, 

Полыханье поднятых мечей. 

Это башня ярости и славы, 

Где к копью приставлено копье, 

Где пучки цветов, кровавоглавы, 

Прямо в сердце врезаны мое.